# Krios
Krios var son till Uranos, himlen, och Gaia, jorden.  Hans syskon var många, men titanerna Koios, Theia, Hyperion, Tethys, Iapetos, Mnemosyne, Phoebe, Kronos, Rhea, Themis och Okeanos var några av dem. Krios var gift med Eurybia, som var dotter till Pontos och Gaia; alltså var hon en halvsyster till honom. De fick sonen Pallas tillsammans. Pallas blev senare make till Styx, en gudinna som representerade floden med samma namn. Krios och Eurybia fick även sönerna Perses och Astraios tillsammans. Krios blev dömd till att leva i Tartaros tillsammans med sina syskon.